# Abdallah ibn al-Aftas
Abu Muhammad Abdallah ibn Muhammad ibn Maslama ibn al-Aftas (arabisch أبو محمد عبد الله بن محمد بن مسلمة بن الأفطس, DMG Abū Muḥammad ʿAbd Allāh b. Muḥammad b. Maslama b. al-Afṭas, meist kurz Ibn al-Aftas genannt, mit dem Beinamen al-Mansur (المنصور, DMG al-Manṣūr); * um 980 in der Region Los Pedroches, Andalusien; † Dezember 1045 in Badajoz) war der Begründer der Berber-Dynastie der Aftasiden, welche die Taifa von Badajoz, ein muslimisches Kleinkönigreich im Südwesten der Iberischen Halbinsel, beherrschte.

## Leben
Abdallah ibn al-Aftas gehörte zum Berberstamm der Miknasa, der zu Beginn des 8. Jahrhunderts während der muslimischen Eroberung von al-Andalus auf die Iberische Halbinsel eingewandert war.  Er behauptete, arabischer Abstammung zu sein. Zunächst fungierte er als Wesir von Sabur as-Saqlabi, der einst Sklave gewesen und nach seiner Freilassung Statthalter von Badajoz geworden war. Sabur nahm wahrscheinlich die Usurpation des Kalifenthrons von Córdoba durch Ali ibn Hammud an-Nasir (1016) zum Anlass, um gegen diesen zu rebellieren und sich zum unabhängigen ersten Emir der Taifa von Bajadoz zu proklamieren. Dabei wurde er von Ibn al-Aftas unterstützt.
Nach Saburs Tod (April 1022) übernahm Ibn al-Aftas die Regentschaft über das Taifa-Reich für die beiden minderjährigen Söhne des Verstorbenen, Abd al-Asis und Abd al-Malik, riss aber bald die Macht völlig an sich. Saburs Söhne flohen nach Lissabon und erklärten sich mit der Unterstützung der dortigen Bevölkerung für unabhängig. Ibn al-Aftas nahm nach seiner Machtergreifung in der Taifa von Badajoz den Titel Al Mansur („der Siegreiche“) an und ließ einen seiner Söhne mit einer Armee gegen Lissabon ziehen, die aber eine Niederlage erlitt. Nach dem baldigen Tod von Abd al-Asis waren die Lissabonner mit der Regierung von dessen Bruder Abd al-Malik unzufrieden und boten dem Aftasiden-Herrscher heimlich ihre Unterwerfung an. Ein Sohn von Ibn al-Aftas vermochte daraufhin um 1023 Abd al-Malik zu stürzen, der ins Exil nach Córdoba ging.
Anschließend begannen andauernde Auseinandersetzungen zwischen Ibn al-Aftas und dem aus der Dynastie der Abbadiden stammenden Emir von Sevilla, Abbad I., der sein Reich auf Kosten seiner Nachbarn vergrößern wollte. Abbad I. griff zunächst das der Jurisdiktion des Aftasiden-Herrschers unterstehende nordportugiesische Gebiet zwischen den Flüssen Duero und Mondego an und peilte dann die Eroberung der Stadt Beja an. Ibn al-Aftas beschloss ihm zuvorkommen und entsandte seinen Sohn Muhammad, der Beja als Erster besetzte. Daraufhin zog Ismail, ein Sohn Abbads I., mit einer Streitmacht gegen Beja und belagerte die Stadt gemeinsam mit Truppen von Muhammad ibn Abdallah al-Birzali. Emir der Taifa von Carmona. Obwohl Ibn Tayfur, Emir der Taifa von Mértola, dem Aftasiden-Herrscher Militärhilfe leistete, wurde Beja 1030 von den Truppen Abbads I. und des Emirs von Carmona erobert. Der Sohn von Ibn al-Aftas geriet in Gefangenschaft und wurde nach Carmona gebracht, aber infolge eines zwischen den verfeindeten Parteien geschlossenen Friedens wieder freigelassen.
Ab 1030 erfolgte auf Anordnung von Ibn al-Aftas die Ausbesserung und Verstärkung der Stadtmauer von Badajoz. 1033/1034 unternahm Ismail, der Sohn Abbads I., einen Angriff gegen das christliche Königreich León und durchquerte dabei mit Zustimmung von Ibn al-Aftas auch dessen Territorium, wurde aber bei seiner Rückkehr von Truppen aus Badajoz in einem Hinterhalt angegriffen und seine Truppen aufgerieben. Ismael selbst gelang die Flucht nach Ocsonoba.
Über das letzte Jahrzehnt der Herrschaft von Ibn al-Aftas ist nichts bekannt, da die erhaltenen Quellen dazu keine Informationen überliefern. Immerhin steht fest, dass er sich im Jahr vor seinem Tod erneut im Krieg mit den Abbadiden befand, von denen nun Abbad II. al-Mu'tadid als Emir von Sevilla herrschte. Laut seiner Grabinschrift starb Ibn al-Aftas im Dezember 1045. Ihm folgte sein Abu Bakr Muhammad, genannt al-Muzaffar („der Eroberer“), in der Regierung der Taifa von Badajoz.